# Pantocràtor
|  | No s'ha de confondre amb Maiestas Domini. |

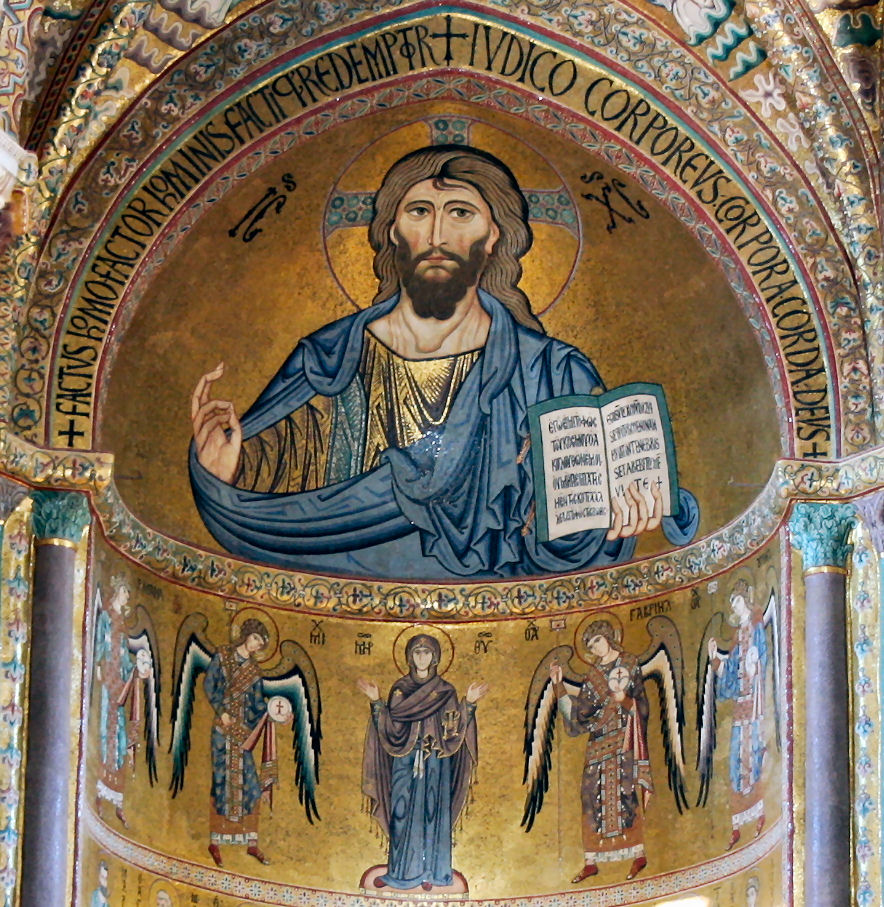
Pantocràtor de l'absis de la Catedral de Cefalù

L'atribut pantocràtor (del grec παντοκράτωρ, οϱος "totpoderós, que tot ho governa"), es va aplicar a Zeus en la mitologia grega. En la cultura cristiana es fa servir per referir-se a Déu.
En l'art romà d'Orient i romànic, amb el terme pantocràtor es designa la imatge que representa la manifestació de Déu Totpoderós, senyor de l'Univers. La figura, sempre majestàtica i vista de front, du barba, té els cabells llargs i mostra Déu aureolat amb un nimbe al voltant del seu cap. Té la seva mà dreta aixecada per beneir i mentre que amb la seva esquerra sosté el Llibre de la Vida.
L'evolució posterior d'aquesta imatge condueix a altres variants iconogràfiques com ara el Crist jutge o el Salvator Mundi. El Pantocràtor és així mateix al centre de la Deisi, un altre tema iconogràfic molt freqüent en l'art romà d'Orient.
En les representacions més antigues el Llibre de la vida apareix tancat. A partir del segle xii es generalitza la representació del llibre obert.
El gest de beneir evoluciona a partir del gest que en la iconografia clàssica caracteritzava els mestres i filòsofs i progressivament va adquirint significació teològica. Així els dos dits de la mà (el dit petit i l'anular) tancats sobre el palmell de la mà farien referència a la doble naturalesa humana i divina de Jesús, mentre que els tres dits estirats (polze, índex i cor) simbolitzarien la Santíssima Trinitat. A vegades la posició dels dits es força de tal manera que també semblen reproduir les lletres gregues IC XC, l'anomenat Cristograma compost a partir de les inicials i les últimes lletres de les paraules gregues Iesoús Khristos (Jesucrist).

## Pantocràtor iMaiestas Domini

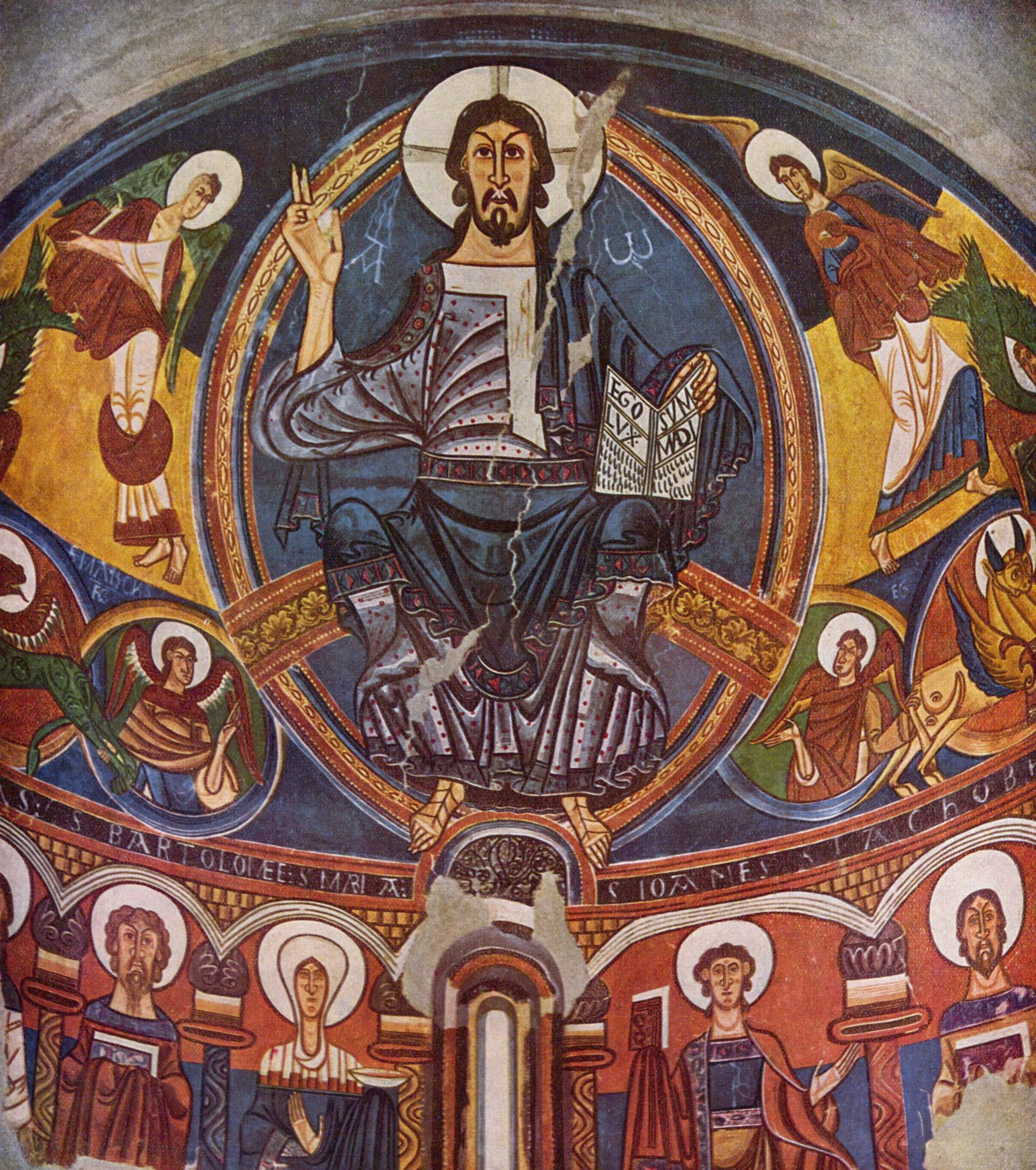
El Maiestas Domini de l'Absis central de Sant Climent de Taüll. De cos sencer, emmarcat per la màndorla i envoltat pel Tetramorf, no es tracta pas d'un pantocràtor.

La manera de representar el Totpoderós en l'art romà d'Orient és diferent de la representació desenvolupada en l'art cristià medieval de l'Europa occidental (preromànic i romànic), de manera que en l'àmbit de la història de l'art i de la iconografia es prefereix remarcar aquestes diferències utilitzant una denominació diferent per a cada una d'elles. Pantocràtor es reserva per a la iconografia romana d'Orient mentre que Maiestas Domini s'aplica al model iconogràfic occidental que predomina en l'art preromànic i romànic.
El Pantocràtor de l'art romà d'Orient mostra la imatge de Déu de bust o de mig cos. És un dels temes més arrelats en l'art romà d'Orient i es pot trobar en gairebé tots els formats artístics, i sobretot en les icones, els voris devocionals i la decoració mural de les esglésies. N'hi ha exemples d'ençà el segle vi, com la famosa icona del Monestir de Santa Caterina del Sinaí. L'apogeu d'aquest tema en l'art monumental es registra durant el període dels emperadors Comnè, a partir del segle xi, amb els mosaics de la cúpula del Monestir de Dafni o dels absis de la Catedral de Monreale, la Catedral de Cefalù i la Capella Palatina de Palerm.
La Maiestas Domini de l'art romànic és, en canvi, una representació de cos sencer on Déu apareix assegut en un tron. Dos són els llocs de les esglésies romàniques on aquest tema iconogràfic es troba més habitualment, sempre en un lloc preferent: a l'exterior, als timpans de les portalades, esculpit en pedra; a l'interior, pintat a les voltes dels absis. També es pot trobar als frontals d'altar, en els llibres manuscrits i en molts altres suports i formats. En tot cas, la imatge de Déu entronitzat se sol emmarcar amb un cèrcol oval conegut com a màndorla i té al seu voltant el tetramorf, és a dir, els símbols dels Quatre Evangelistes.